# Jarocin (Subkarpaten)
Jarocin is een dorp in het Poolse woiwodschap Subkarpaten, in het district Niżański. De plaats maakt deel uit van de gemeente Jarocin en telt 1300 inwoners.